# Columbo

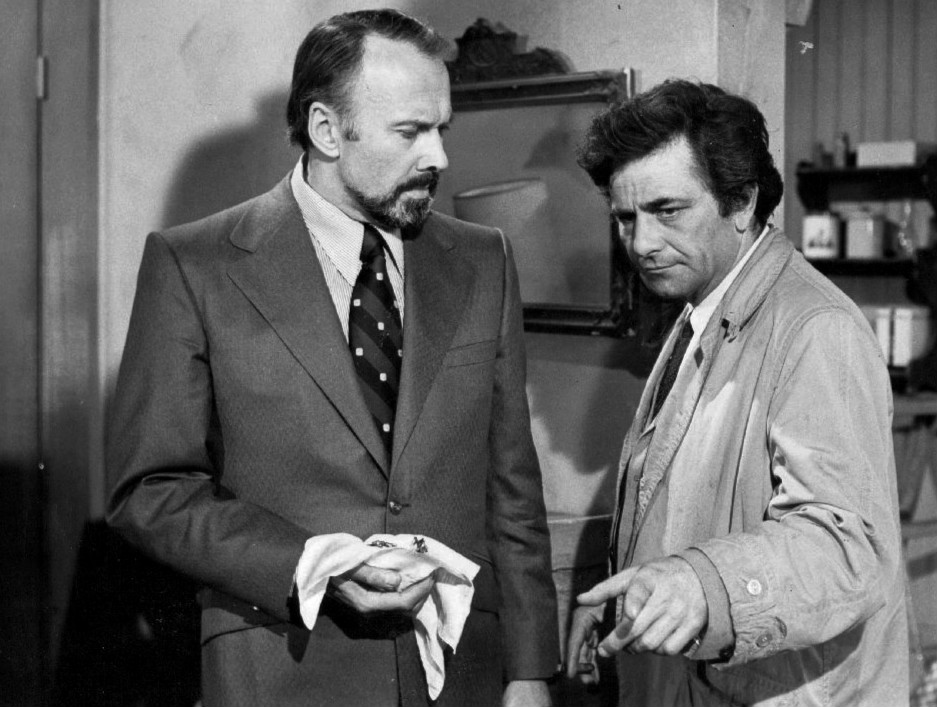
Peter Falk (dreapta) și Richard Kiley într-un episod din Columbo (1974)

Columbo este un serial TV polițist american cu 69 de episoade (9 sezoane, plus unul special), produs între anii 1968–1978 și 1989–2003 de către Richard Levinson și William Link. Personajul principal era locotenentul de poliție Columbo (interpretat de Peter Falk), acțiunea având loc în orașul Los Angeles. Durata unui episod este de circa 70–100 minute.
Autorul mai multor episoade este Steven Bochco.

## Episoade
Lista celor 69 episoade, cu titlurile originale (în paranteze: numele actorului principal și anul lansării):
| Episoade-pilot                  | 1. Prescription: Murder (Gene Barry, 1968) 2. Ransom for a dead man (Lee Grant, 1971) |
| ------------------------------- | --- |
| Sezonul 1                       | 3. Murder by the book (Jack Cassidy, 1971) 4. Death lends a hand (Robert Culp, 1971) 5. Dead weight (Eddie Albert, 1971) 6. Suitable for framing (Ross Martin, 1971) 7. Lady in waiting (Susan Clark, 1971) 8. Short fuse (Roddy McDowall, 1972) 9. Blueprint for murder (Patrick O'Neal, 1972) |
| Sezonul 2                       | 10. Étude in black (John Cassavetes, 1972) 11. The greenhouse jungle (Ray Milland, 1972) 12. The most crucial game (Robert Culp, 1972) 13. Dagger of the mind (Honor Blackman, 1972) 14. Requiem for a falling star (Anne Baxter, 1973) 15. A stitch in crime (Leonard Nimoy, 1973) 16. The most dangerous match (Laurence Harvey, 1973) 17. Double shock (Martin Landau, 1973) |
| Sezonul 3                       | 18. Lovely, but lethal (Vera Miles, 1973) 19. Any old port in a storm (Donald Pleasence, 1973) 20. Candidate for crime (Jackie Cooper, 1973) 21. Double exposure (Robert Culp, 1973) 22. Publish or perish (Jack Cassidy, 1974) 23. Mind over mayhem (Jose Ferrer, 1974) 24. Swan song (Johnny Cash, 1974) 25. A friend in deed (Richard Kiley, 1974) |
| Sezonul 4                       | 26. An exercise in fatality (Robert Conrad, 1974) 27. Negative reaction (Dick van Dyke, 1974) 28. By dawn's early light (Patrick McGoohan, 1974) 29. Troubled waters (Robert Vaughn, 1975) 30. Playback (Oskar Werner, 1975) 31. A deadly state of mind (George Hamilton, 1975) |
| Sezonul 5                       | 32. Forgotten lady (Janet Leigh, 1975) 33. A case of immunity (Hector Elizondo, 1975) 34. Identity crisis (Patrick McGoohan, 1975) 35. A matter of honor (Ricardo Montalban, 1976) 36. Now you see him (Jack Cassidy, 1976) 37. Last salute to the commodore (Fred Draper, 1976) |
| Sezonul 6                       | 38. Fade in to murder (William Shatner, 1976) 39. Old-fashioned murder (Joyce van Patten, 1976) 40. The bye-bye sky high I.Q. murder case (Theodore Bikel, 1977) |
| Sezonul 7                       | 41. Try and catch me (Ruth Gordon, 1977) 42. Murder under glass (Louis Jourdan, 1978) 43. Make me a perfect murder (Trish Van Devere, 1978) 44. How to dial a murder (Nicol Williamson, 1978) 45. The conspirators (Clive Revill, 1978) |
| Sezonul 8                       | 46. Columbo goes to the guillotine (Anthony Andrews, 1989) 47. Murder, smoke and shadows (Fisher Stevens, 1989) 48. Sex and the married detective (Lindsay Crouse, 1989) 49. Grand deceptions (Robert Foxworth, 1989) |
| Sezonul 9                       | 50. Murder, a self-portrait (Patrick Bauchau, 1989) 51. Columbo cries wolf (Ian Buchanan, 1990) 52. Agenda for murder (Patrick McGoohan, 1990) 53. Rest in peace, Mrs. Columbo (Helen Shaver, 1990) 54. Uneasy lies the crown (James Read, 1990) 55. Murder in Malibu (Andrew Stevens, 1990) |
| Sezonul 10 și episoade speciale | 56. Columbo goes to college (Stephen Caffrey, 1990) 57. Caution: murder can be hazardous to your health (George Hamilton, 1991) 58. Columbo and the murder of a rock star (Dabney Coleman, 1991) 59. Death hits the jackpot (Rip Torn, 1991) 60. No time to die (Joanna Going, 1992) 61. A bird in the hand (Tyne Daly, 1992) 62. It's all in the game (Faye Dunaway, 1993) 63. Butterfly in shades of gray (William Shatner, 1994) 64. Undercover (Ed Begley Jr., 1994) 65. Strange bedfellows (George Wendt, 1995) 66. A trace of murder – 25th anniversary (David Rasche, 1997) 67. Ashes to ashes (Patrick McGoohan, 1998) 68. Murder with too many notes (Billy Connolly, 2000) 69. Columbo Likes the Nightlife (Jennifer Sky, 2003) |

Vezi: lista episoadelor serialului Columbo

## Distribuție

### Actori în roluri de criminali
Anthony Andrews, Eddie Albert, Richard Basehart, Anne Baxter, Gene Barry, Patrick Bauchau, Ed Begley, Jr., Theodore Bikel, Honor Blackman, Ian Buchanan, Stephen Caffrey, Johnny Cash, John Cassavetes, Jack Cassidy, Claudia Christian, Susan Clark, Dabney Coleman, Billy Connolly, Robert Conrad, Jackie Cooper, Lindsay Crouse, Robert Culp, Tyne Daly, Faye Dunaway, Hector Elizondo, José Ferrer, Ruth Gordon, Lee Grant, George Hamilton, Laurence Harvey, Gary Hershberger, Louis Jourdan, Richard Kiley, Martin Landau, Janet Leigh, Ross Martin, Roddy McDowall, Patrick McGoohan, Vera Miles, Ray Milland, Sal Mineo, Ricardo Montalban, Leonard Nimoy, Donald Pleasence, James Read, Clive Revill, Matthew Rhys, William Shatner, Helen Shaver, Andrew Stevens, Fisher Stevens, Rip Torn, Trish Van Devere, Dick Van Dyke, AJoyce Van Patten, Robert Vaughn, George Wendt, Oskar Werner, Nicol Williamson.

### Actori în roluri de victime
Lola Albright, Sian Barbara Allen, Richard Anderson, Poupée Bocar, Sorrell Booke, Antoinette Bower, John Chandler, Barbara Colby, Anjanette Comer, Pat Crowley, John Dehner, Bradford Dillman, Stephen Elliott, Greg Evigan, Joel Fabiani, Nina Foch, Anne Francis, Charles Frank, Michael V. Gazzo, Don Gordon, James Gregory, Deidre Hall, Peter Haskell, Sam Jaffe, John Kerr, Laurence Luckinbill, Ida Lupino, Janet Margolin, Chuck McCann, Rue McClanahan, Martin Milner, Rosemary Murphy, Leslie Nielsen, Tim O'Connor, Albert Paulsen, Nehemiah Persoff, Martha Scott, Pippa Scott, Martin Sheen, Tom Simcox, Mickey Spillane, Dean Stockwell, Ken Swofford, Forrest Tucker, Bonnie Van Dyke, Robert Vaughn, Lesley Ann Warren, John Williams, Jeff Yagher, Carmine Giovinazzo.